# Bythopsyrna tineoides
Bythopsyrna tineoides är en insektsart som först beskrevs av Olivier 1791.  Bythopsyrna tineoides ingår i släktet Bythopsyrna och familjen Flatidae. Inga underarter finns listade i Catalogue of Life.